# Neuratelia distincta
Neuratelia distincta är en tvåvingeart som först beskrevs av Garrett 1925.  Neuratelia distincta ingår i släktet Neuratelia och familjen svampmyggor.
Artens utbredningsområde är British Columbia. Inga underarter finns listade i Catalogue of Life.